# Samora Moises Machel
Samora Moisés Machel (Chilambene, 29. rujna 1933. – Komatipoort, 19. listopada 1986.), mozabički političar i državnik. Prvi je predsjednik afričke države Mozambik nakon postignute neovisnosti od Portugala.
Rodio se u selu Chilembene, a potječe iz siromašne seljačke obitelji. Roditelji su mu po nalogu portugalskih kolonizatora uzgajali pamuk, a ne usjeve zbog toga je često bio gladan. Pohađao je u katoličke škole, ali kad nije bio na nastavi, morao je raditi u polju. Tijekom 50-ih godina 20. stoljeća, kolonijalne vlasti oduzele su zemlju njegovim roditeljima, što je u njemu zasigurno probudilo revolt prema kolonizatorima. Da bi izbjegli smrt od gladi, njegovi rođaci su otišli raditi u rudnike Južnoafričke Republike, u teškim uvjetima. U rudarskoj nesreći izgubio je brata. Učio je da postane njegovatelj, jedno od rijetkih zanimanja dostupnih crncima u njegovo vrijeme. Priključio se stranci FRELIMO i istakao se kao vođa. Kako je potjecao iz seljačke obitelji, razumio je narod i njegove potrebe.
Prošao je i vojnu obuku koja mu je kod naroda zasigurno priskrbila pozitivne bodove.
Veliki je borac protiv kolonijalizma. Nakon rušenja režima u Portugalu zvanog Nova Država 1974. godine, narod Mozambika iskoristio je priliku i proglasio nezavisnost iduće godine. Samora postaje kandidat za predsjednika i pobjeđuje popevši se na položaj 25. lipnja 1975. godine.
Kako je imao marksistička politička uvjerenja, to je primjenjivao na svoju vladavinu.
FRELIMO je gradio škole i bolnice za siromašne stanovnike.
Zanimljivo je, da je Samora počeo političku karijeru u bolnici, kada se pobunio, jer su crne medicinske sestre bile manje plaćene od bijelih za obavljanje istog posla.
Jednom je novinaru rekao :"Bogatašev pas dobiva više u cjepivu, lijekovima i zdravstvenoj skrbi, nego radnici na kojima počiva bogataševo obilje".
Dopuštao je revolucionarima koji su se borili protiv režima bjelačke manjine u Zimbabveu i Južnoj Africi, da treniraju i djeluju iz Mozambika.
Poginuo je u 53. godini kada se njegov predsjednički zrakoplov Tupoljev srušio kraj mjesta Mbuzini, gdje se spajaju granice Mozambika, Svazija i države Južna Afrika.
Njegova žena Graca, koja se preudala za Nelsona Mandelu, time postavši prva dama dva naroda, odbija prihvatiti da je smrt njenog supruga bila nesreća i traga za njegovim ubojicama.